# 三河街道
三河街道，是中华人民共和国四川省成都市新都区下辖的一个乡镇级行政单位。

## 行政区划
三河街道下辖以下地区：
互助社区、江陵路社区、花园社区、长龙社区、龙伏社区、回龙社区、二台子社区和五龙社区。